# Carles Ribas Fuentes
Carles Ribas (illa d'Eivissa, 1965) és un periodista que s'inicia en fotoperiodisme en la premsa local d'Eivissa, que compagina amb la corresponsalia de l'agència Efe i d'El Periódico de Catalunya. L'any 1991 comença a treballar per al diari El País, on segueix avui. Soci fundador de LafotoBCN, associació per a la recuperació i la difusió del patrimoni fotogràfic de Barcelona. Ha rebut els premis Ortega y Gasset, Agustí Centelles, Club Internacional de Prensa de Madrid, i un segon premi al certamen FotoPres.